# Geoffrey Charles Evans
Geoffrey Charles Evans (13 janvier 1901 - 27 janvier 1987) est un officier supérieur de l'armée britannique pendant la Seconde Guerre mondiale et l'après-guerre. Il était hautement considéré à la fois comme un membre du personnel et comme agent de terrain et avait la distinction d'avoir reçu l'Ordre du service distingué à trois reprises.

## Distinctions
- Ordre du Service distingué